# Nu seglar Pip-Larssons (TV-serie)
Nu seglar Pip-Larssons är en svensk TV-serie från 1971. Serien bygger på boken med samma namn av Edith Unnerstad från 1950. För regin svarade Sonja Döhre och berättarrösten tillhörde Hans Dahlberg.

## Handling
Sex syskon seglar ensamma kosterbåten Rudolfina under sommarlovet, i ur och skur.

## Avsnitt
Serien bestod av tretton episoder:
1. Till havs
2. Stormnatten
3. Se upp! Bommen
4. Födelsedagen
5. Utö
6. Flaskposten
7. Jordgubbsön
8. Läckan
9. Flotten
10. Apelö
11. Varvet
12. I farleden
13. Avskedet

## Rollista
- Kerstin Andersson – Desdemona "Dessi", 16 år
- Cecilia Sjöblom – Miranda "Mirre", 15 år
- Christina Olofsson – Rosalinda, 14 år
- Per Molinder – Lasse, 13 år
- Håkan Englund – Knutte, 11 år
- Alexander Åhréus – Patrik "Pysen", 4 år
- John Harryson – Kalle Korint
- Yvonne Lombard – Vendla Korint

## Om serien
Serien spelades in sommaren 1970 vid Utö och Sandhamn i Stockholms skärgård.